# Rezzouki Reida
Rezzouki Reida (7. kolovoza 1987.) je marokanski rukometaš. Nastupa za francuski klub Tremblay-en-France Handball i marokansku reprezentaciju.
Natjecao se na Svjetskom prvenstvu u Egiptu 2021., gdje je reprezentacija Maroka završila na 29. mjestu.